# Línea blanca
La línea blanca es un estilo pictórico de la primera década del siglo XXI consistente en dejar el fondo con el blanco del lienzo. Aunque es un estilo fundamentalmente figurativo, también se ha ensayado con la abstracción. Entre sus antecedentes figuran pintores que en la década de 1970 ya dejaban el fondo en blanco, como Juan Genovés (n. 1930 - 2020) y Rafael Canogar (n. 1935). Muchos pintores nacidos entre 1975 y 2000 han seguido esta tendencia, que tiene su más inmediato precursor en Jesús Manuel Moreno (n. Socuéllamos, 1956), quien en la primera década del siglo XXI retomó aspectos de su propio estilo en torno a 1975.
Thiebaud Wayne, (1920 - 2021), fue un pintor californiano, que empleó, ya en los años 60 del siglo pasado los fondos de sus retratos enteramente en blanco, rellenándolos con pasta de óleo. Tal vez sea el primer pintor en hacerlo así, al margen de los pintores publicistas como el peruano Alberto Vargas (1896-1982) o el mismo Norman Rockwell (1894-1978). 
Wayne, al igual que muchos otros, no lo continuó, aunque, de vez en cuando, lo siguió utilizando como recurso pictórico. 
Hernán Cortés Moreno (n.1953) y Fernando García Monzón (n. 1957) realizan un tipo de retrato que podrían incluirse en la línea blanca.
También lo practican Juanjo Castillo (1957), Julita Malinowska, Laura Medina Solera o Corrado Zeni (n. 1967).
Como estilo pictórico actualmente es practicado por artistas jóvenes de todo el mundo, como Cassie Howard, Darío Agrimi (n.1980), Henry Walsh (1978), Simoine Wuyrz (n.1986), Stephanie Ho (1979), Tyrone Layne (n. 1985), Ali Cavanaugh. Algunos han llegado recientemente a él, aunque empezaran con un estilo diferente, como es el caso del brasileño Maxwell Alexandre (n. 1990).
Los escultores que, como Matteo Pugliese (n. 1969) hacen salir sus figuras de la pared o el suelo participan de una misma poética que los pintores incluidos en esta lista.
La fotografía publicitaria también emplea la línea blanca como recurso, sobre todo en fotografía de moda, medio en el que los modelos aparecen rodeados solo por el blanco del papel. 
Los fotógrafos comerciales de las primeras décadas del siglo XX ya hacían retratos con los retratados enteramente rodeados de blanco, o con alguna pequeña sombra.